# Cerastium haussknechtii
Cerastium haussknechtii är en nejlikväxtart som beskrevs av Pierre Edmond Boissier. Cerastium haussknechtii ingår i släktet arvar, och familjen nejlikväxter. Inga underarter finns listade i Catalogue of Life.